# Sd.Kfz. 234
L'autoblindo Schwerer Panzerspähwagen Sd.Kfz. 234/2 (Autoblindo pesante), detto anche Puma, fu prodotto in Germania negli ultimi anni della seconda guerra mondiale. 

I dettami di impiego privilegiavano la mobilità sulle altre caratteristiche del mezzo, ma ne venne un veicolo molto equilibrato, che fu utilizzato come base anche per veicoli di appoggio armati sia col 7,5 KwK L/24 (obice di appoggio per le fanterie) sia col 7,5 KwK L/48 (cannone anticarro da 75 mm)

## Lo sviluppo
Le autoblindo della serie SdKfz 234 (Sonder KraftFahrZeug - Veicolo per usi speciali) traggono origine da una specifica emessa nel 1940 per sostituire le autoblindo della serie SdKfz 231 (8 rad), ma, per ridurne il peso, era richiesto che il nuovo veicolo non fosse su telaio, ma con carrozzeria portante. Il prototipo, costruito dalla Büssing NAG, fu consegnato nel 1941, ma il primo veicolo di serie fu consegnato solo nel 1943, a causa delle cattive caratteristiche del motore originario. Il veicolo risultò più basso della precedente serie SdKfz 231 e avente maggiore blindatura e autonomia. Le versioni base furono 4 (contraddistinte dai numeri da 1 a 4) su carrozzeria simile, ma differenti per l'armamento. Sulla carrozzeria del veicolo furono ricavate numerose cassette portadotazioni laterali, che rendevano il veicolo più compatto.
Le prestazioni del veicolo erano buone sotto ogni aspetto (mobilità, protezione ed armamento), grazie anche ad accorgimenti particolari per il guado ad una certa profondità. La guida era possibile in entrambi i sensi di marcia, grazie alla struttura della macchina, dotata di 2 posti contrapposti per la guida, architettura comune a molti veicoli da esplorazione tedeschi.
- Sd.Kfz. 234/1 -  veicolo comando armato con il 2 cm KwK 30 in torretta aperta, più di 200 esemplari prodotti fino al marzo 1945
- Sd.Kfz. 234/2 Puma - veicolo da ricognizione armato con il 5 cm KwK 39/1 in torretta, 101 esemplari prodotti fino al giugno 1944
- Sd.Kfz. 234/3 - veicolo da appoggio contro la fanteria armato con il 7,5 cm KwK 37 L/24 in sovrastruttura aperta, 89 esemplari prodotti fino al novembre 1944
- Sd.Kfz. 234/4 - veicolo da appoggio controcarri armato con il 7,5 cm KwK L/48 in sovrastruttura aperta, circa 90 esemplari prodotti fino all'aprile 1945

## L'impiego

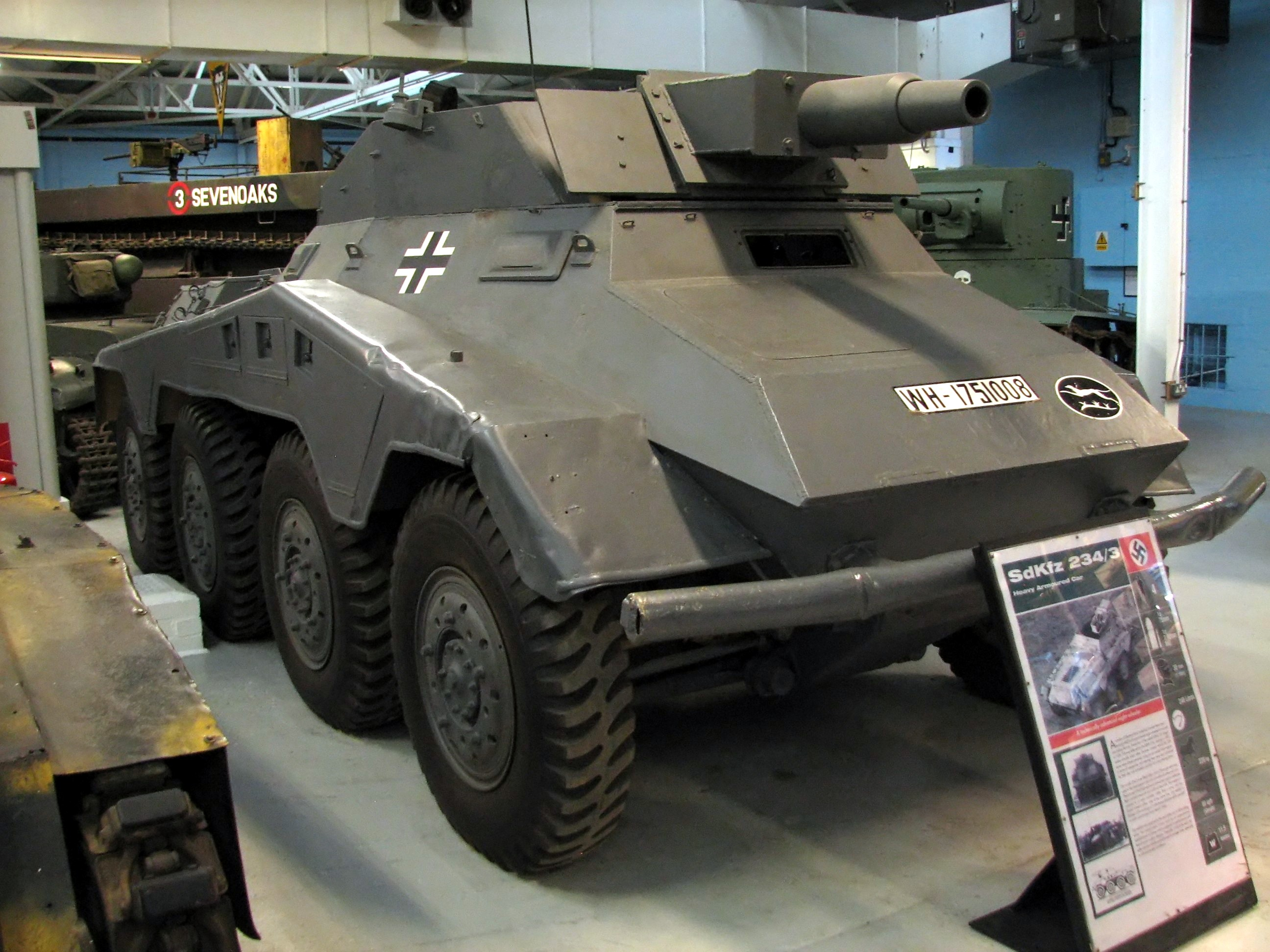
Un SdKfz 234/3

La SdKfz 234, nonostante avesse il motore tropicalizzato, non poté essere prodotta in tempo utile per l'impiego in Africa, ma fu abbondantemente impiegata sui fronti europei, rappresentando il migliore veicolo da esplorazione a disposizione della Wehrmacht, tanto che, nel 1945, quando fu tentata la razionalizzazione delle produzioni di veicoli tedeschi, fu l'unico veicolo da ricognizione su ruote di cui fu proseguita la produzione.
In totale furono prodotti circa 500 esemplari dei vari modelli di questa autoblindo.
Di seguito vengono elencate alcune tra le unità corazzate della Wehrmacht e delle Waffen-SS a cui è stato consegnato l'SdKfz 234:
- La 2. Panzer-Division ricevette un sd.kfz 234 durante la Battaglia di Normandia nel luglio del 1944.
- La 17. SS Panzer-Grenadier division "Gotz Von Berlichingen" impiegò in Normandia i Puma nella penisola di Carentan in Francia nel luglio 1944.
- La 2. SS Panzer-Division "Das Reich" ricevette il mezzo blindato nel fronte della Normandia nel luglio del 1944 presso Saint-Lo (obiettivo della 3 armata americana dell'Operazione Cobra)
- La 20. Panzer-Division ricevette il blindato nel maggio del 1945 (ormai alla fine della guerra) nei pressi di Pilsen in Cecoslovacchia.